# Liste der Naturdenkmale in Joachimsthal
Die Liste der Naturdenkmale in Joachimsthal nennt die Naturdenkmale in der Gemeinde Joachimsthal im Landkreis Barnim in Brandenburg (Stand Juli 2009).
In den Spalten befinden sich folgende Informationen:
- Nr.: Identifizierungsnummer nach veröffentlichter Liste. Sie wird von der unteren Naturschutzbehörde des Landkreises oder der kreisfreien Stadt vergeben. Wenn sie bekannt ist, wird sie angegeben. In dieser Spalte kann sich zusätzlich das Wort Wikidata befinden, der entsprechende Link führt zu Angaben zu diesem Naturdenkmal bei Wikidata.
- Bezeichnung: Benennung des Naturdenkmals, in der Regel wird bei Bäume die Baumart genannt. Bekannte Eigennamen werden mit angegeben.
- Gemarkung: Ort oder Gemarkung, in der sich das Naturdenkmal befindet
- Lage: Nennt die Lage des Naturdenkmals im jeweiligen Ortsteil und die geografischen Koordinaten des Naturdenkmals. Link zu einem Kartenansichtstool, um Koordinaten zu setzen. In der Kartenansicht sind Naturdenkmale ohne Koordinaten mit einem roten beziehungsweise orangen Marker dargestellt und können in der Karte gesetzt werden. Denkmale ohne Bild sind mit einem blauen bzw. roten Marker gekennzeichnet, Denkmale mit Bild mit einem grünen beziehungsweise orangen Marker.
- Beschreibung: die Beschreibung des Naturdenkmales
- Schutzzweck: Erläutert den Grund der Unterschutzstellung
- Bild: Zeigt ein Bild des Naturdenkmales und gegebenenfalls ein Link zu weiteren Fotos im Medienarchiv Wikimedia Commons

## Bäume
| Bild            | Bezeichnung   | Lage | Beschreibung                                               | Schutzzweck         | Nummer |
| --------------- | ------------- | --- | ---------------------------------------------------------- | ------------------- | ------ |
| Fotos hochladen | Stiel-Eiche   | Joachimsthal, Töpferstraße auf einem Straßendreieck (52° 58′ 36,9″ N, 13° 45′ 11,7″ O)                                                                             | - Umfang: 4,00 m - Kronendurchmesser: 15 m                 | Schönheit           | 100-01 |
| Fotos hochladen | Trauben-Eiche | Joachimsthal, 300 m nördlich der Försterei Lindhorst, rechts am Weg (52° 59′ 48,4″ N, 13° 40′ 43,2″ O)                                                             | - Höhe: 24,50 m - Umfang: 5,00 m - Kronendurchmesser: 23 m | Eigenart            | 100-02 |
| BW              | Eiche         | Joachimsthal, an der Straße Joachimsthal–Glambeck, gegenüber Revierförsterei Bärendikte an der Straße (52° 59′ 59,3″ N, 13° 46′ 50,6″ O)                           | - Höhe: 27,50 m - Umfang: 4,26 m - Kronendurchmesser: 26 m | Eigenart            | 100-06 |
| Fotos hochladen | Stiel-Eiche   | Joachimsthal, am Wohnblock Grimnitzer Straße 11b (52° 58′ 45,5″ N, 13° 45′ 37,3″ O)                                                                                | - Umfang: 4,41 m - Kronendurchmesser: 12 m                 | Eigenart, Schönheit | 100-12 |
| Fotos hochladen | Stiel-Eiche   | Joachimsthal, an der Südseite des Friedhofes an der Zorndorfer Straße, außerhalb des Zaunes, ca. 220 m westlich der Trauerhalle (52° 58′ 50,4″ N, 13° 44′ 12,3″ O) | - Umfang: 4,27 m - Kronendurchmesser: 25 m                 | Eigenart, Schönheit | 100-13 |
| Fotos hochladen | Stiel-Eiche   | Joachimsthal, vor Grimnitzer Straße Nr. 10, westlich der Grundstückszufahrt (52° 58′ 41,7″ N, 13° 45′ 29″ O)                                                       | - Umfang: 4,07 m - Kronendurchmesser: 25 m                 | Eigenart, Schönheit | 100-14 |